# Ральсвік
Ральсвік (нім. Ralswiek) — громада в Німеччині, розташована в землі Мекленбург-Передня Померанія. Входить до складу району Передня Померанія-Рюген. Складова частина об'єднання громад Берген-ауф-Рюген.
Площа — 16,53 км2. Населення становить 252 ос. (станом на 31 грудня 2020).

## Галерея

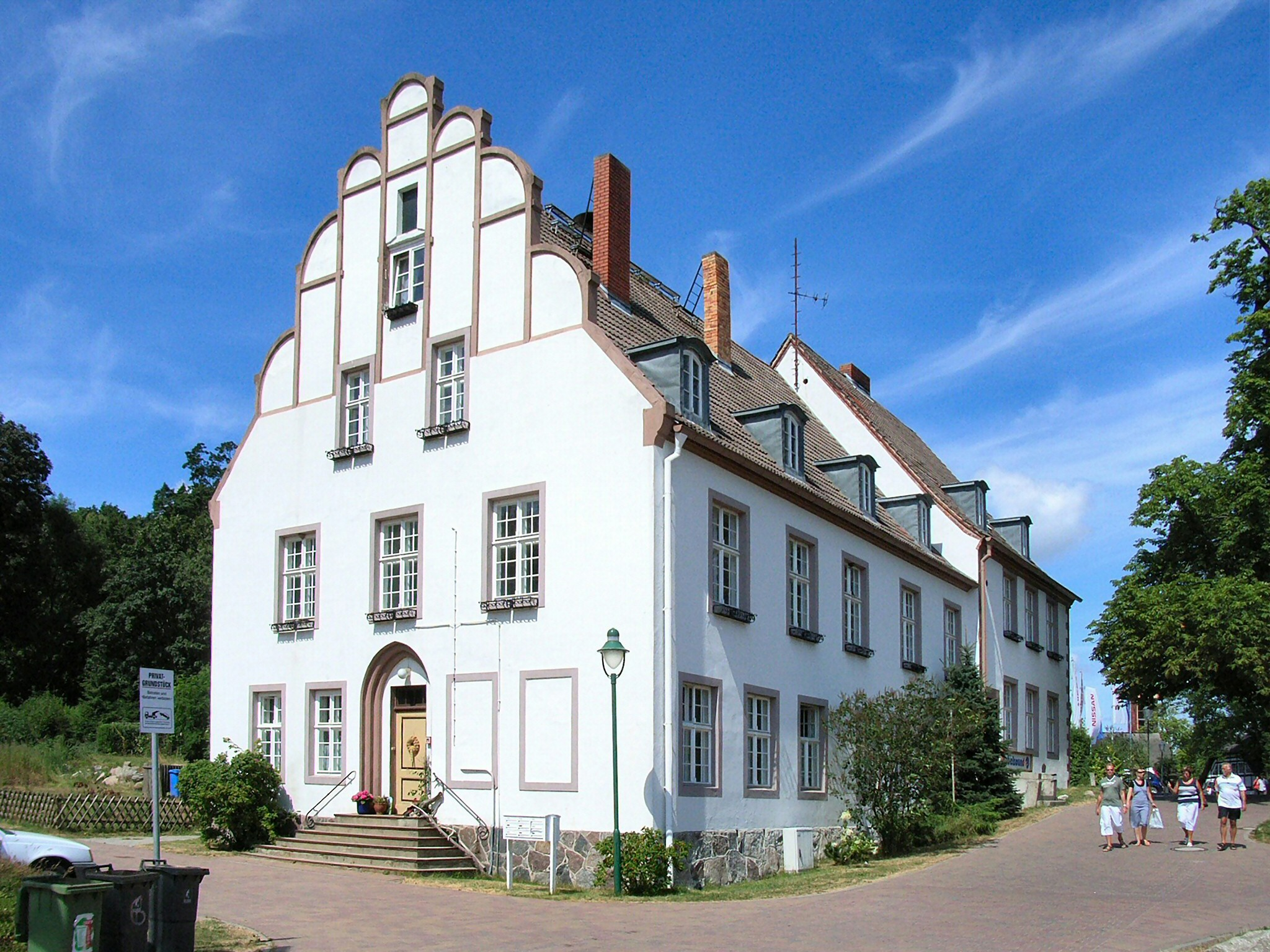
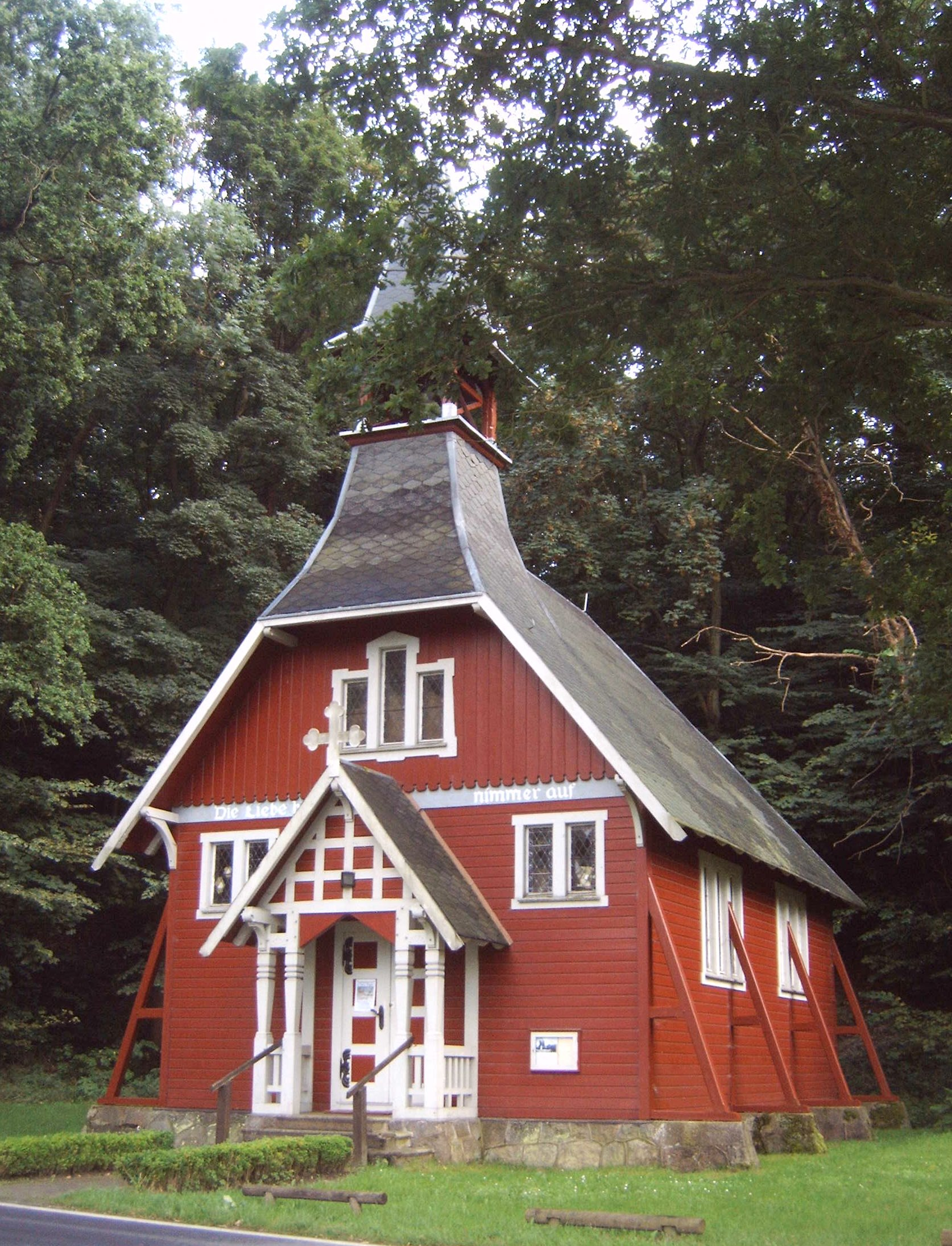
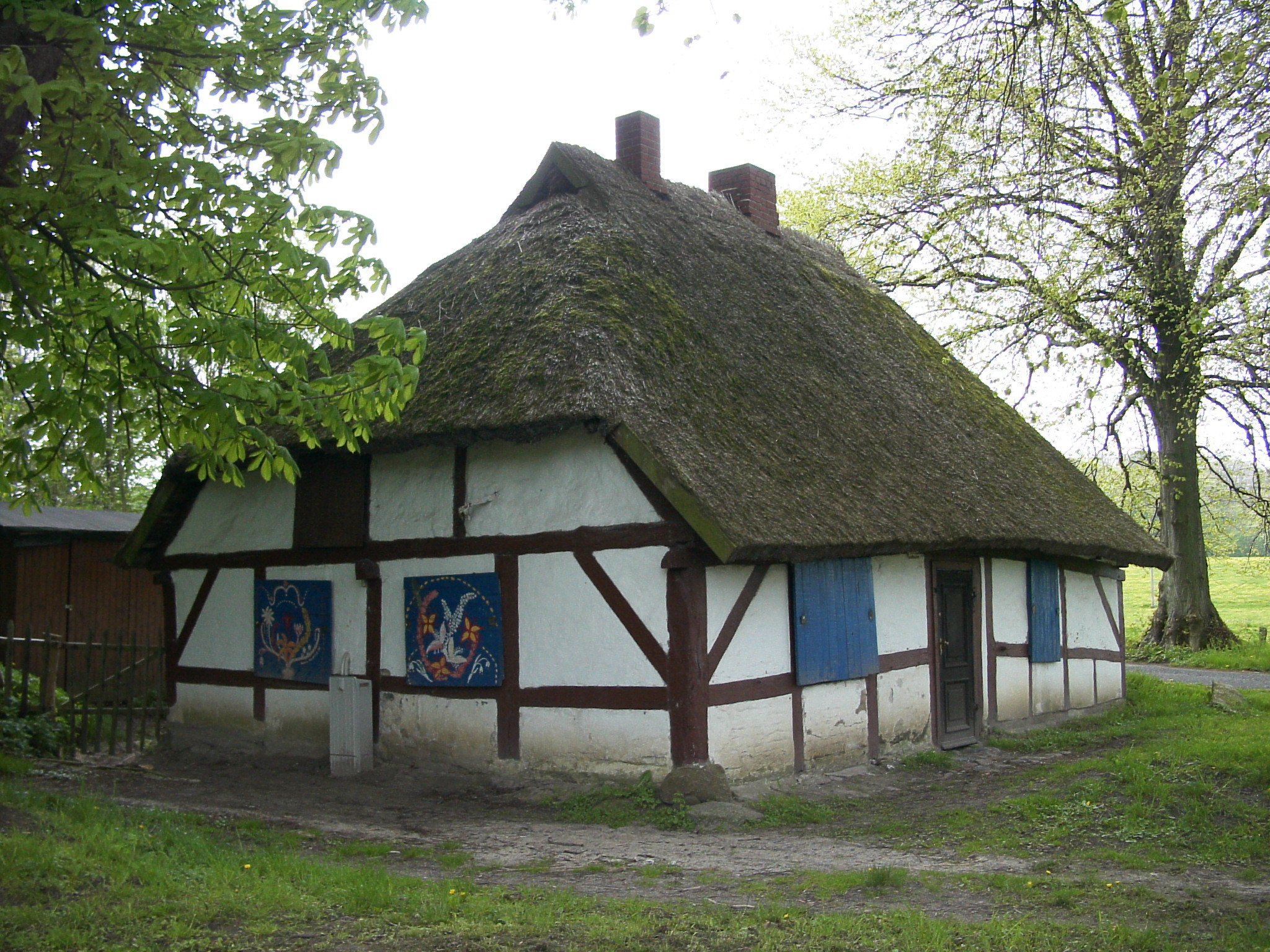
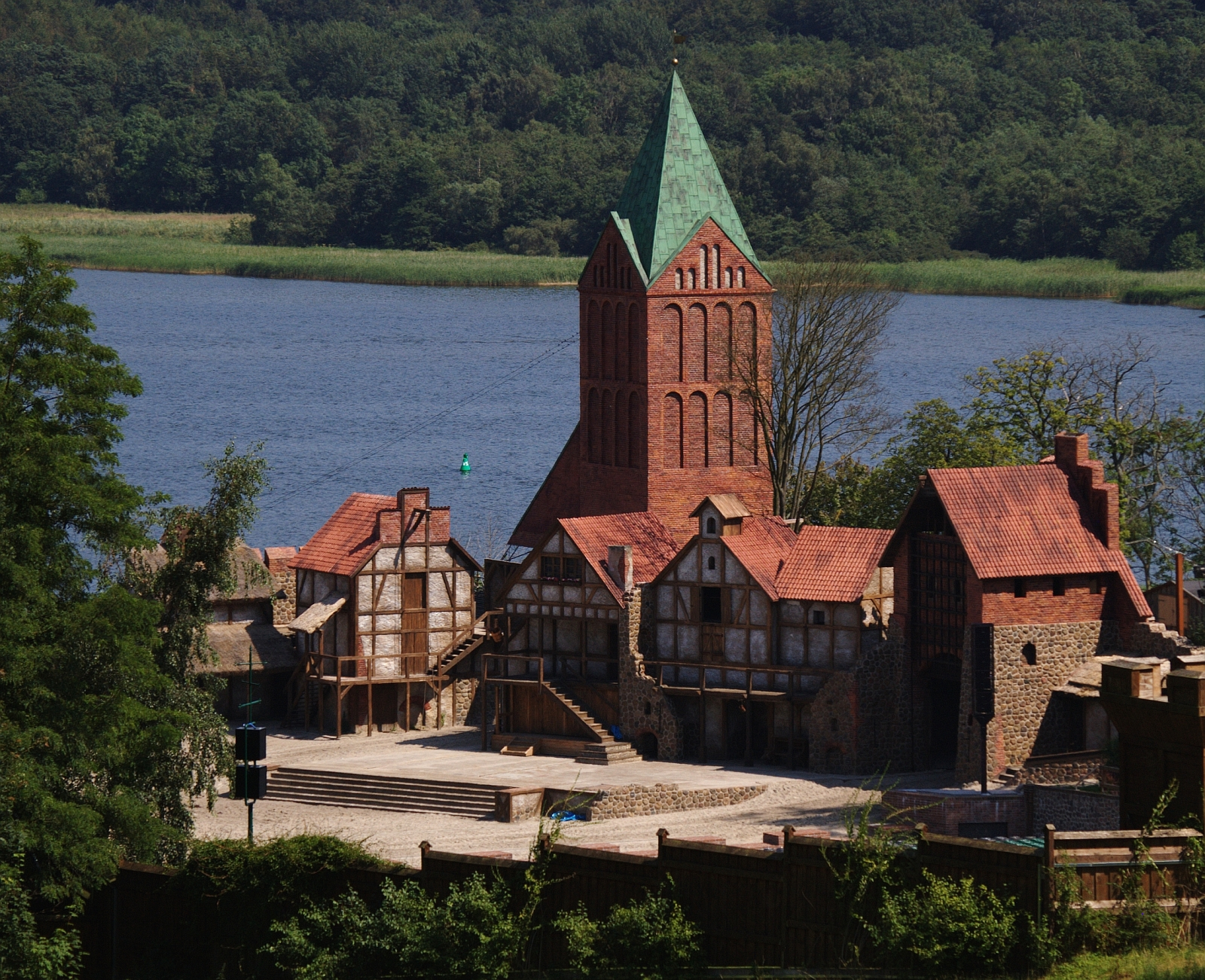
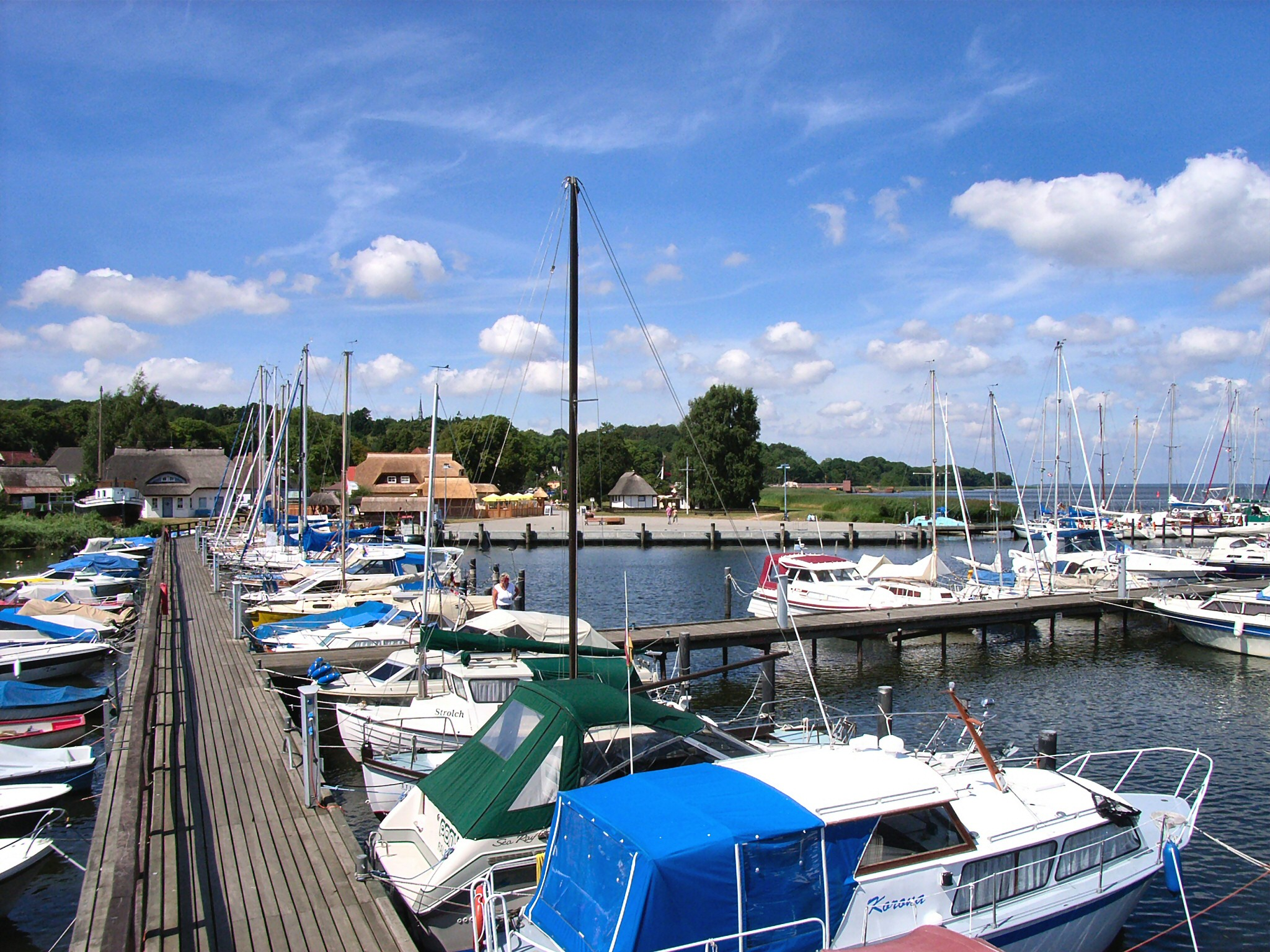